# Peridermium sinense
Peridermium sinense är en svampart som beskrevs av Y.Z. Wang & L. Guo 1980. Peridermium sinense ingår i släktet Peridermium och familjen Cronartiaceae.   Inga underarter finns listade i Catalogue of Life.